# Grabówka (Namysłów)
Pour les articles homonymes, voir Grabówka.
Grabówka est une localité polonaise de la gmina et du powiat de Namysłów en voïvodie d'Opole.